# Japan Railways
Pour les articles homonymes, voir JR.

Territoires des 6 compagnies de transport de passager de la JR.

Japan Railways (JR) est une compagnie ferroviaire issue de la privatisation en 1987 de la compagnie publique Japanese National Railways (JNR). Le groupe, constitué de 8 sociétés privées, indépendantes et pour certaines seulement subventionnées, assure l'essentiel du transport ferroviaire au Japon.   
La compagnie est au cœur du réseau de chemin de fer japonais, assurant pratiquement toutes les dessertes grandes lignes (dont les lignes à grande vitesse Shinkansen) et une proportion importante du réseau de banlieue du pays.   
Elle développe également le train le plus rapide au monde, le SCMaglev, capable de dépasser les 600 km/h.  

## Composition
Les 7 sociétés de chemin de fer du groupement JR transportant des passagers gèrent chacune le réseau d'une région mais assurent également des dessertes longues distances qui franchissent les frontières régionales : par exemple la ligne Shinkansen Tōkaidō est rattachée à la JR Central, mais dessert également des gares de la JR East et de la JR West.
Les compagnies du groupement Japan Railways sont : 
Pour les passagers :
- Hokkaido Railway Company (北海道旅客鉄道) ou plus simplement JR Hokkaido (JR北海道);
- East Japan Railway Company (東日本旅客鉄道) ou plus simplement JR East (JR東日本);
- Central Japan Railway Company (東海旅客鉄道) ou plus simplement JR Central (JR東海);
- West Japan Railway Company (西日本旅客鉄道) ou plus simplement JR West (JR西日本);
- Shikoku Railway Company (四国旅客鉄道) ou plus simplement JR Shikoku (JR四国);
- Kyushu Railway Company (九州旅客鉄道) ou plus simplement JR Kyushu (JR九州).

Pour le fret :
- Japan Freight Railway Company (日本貨物鉄道) ou plus simplement JR Freight (JR貨物).

Dans le groupement JR, il existe également un certain nombre de sociétés non exploitantes comme le Railway Technical Research Institute (Institut de recherche technique du chemin de fer).

## Histoire

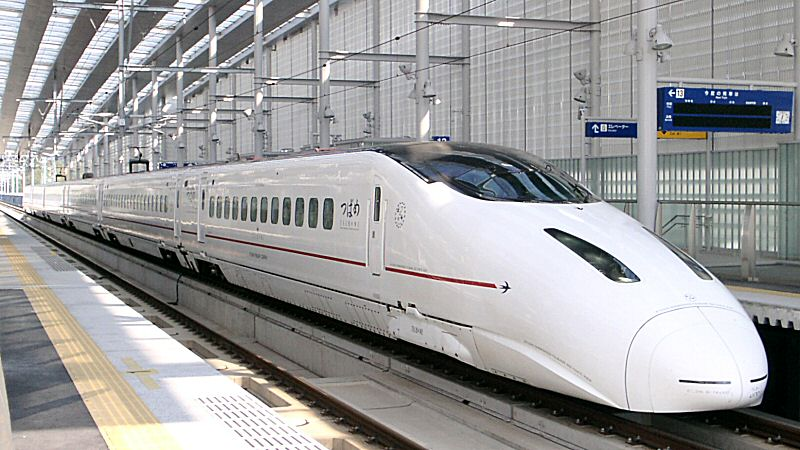
La compagnie JR exploite notamment le réseau à grande vitesse japonais Shinkansen, ici à la gare de Shin-Minamata.

La dissolution de la société d'Etat JNR est intervenue à la suite de pertes importantes ainsi que du constat de graves insuffisances dans le management et de fraudes. Au début des années 1980, le trafic de passagers et de fret avait diminué, et les augmentations des tarifs n'avaient pas suivi celle des coûts de la main-d'œuvre. Le conseil consultatif du Premier ministre sur la réforme administrative, présidé par l'industriel Doko Toshio, a recommandé en 1983 la privatisation des chemins de fer japonais.
Après sa dissolution en 1987 et la création des nouvelles sociétés, ce qui a subsisté de la JNR a été regroupé dans une société, la Japanese Railways Settlement Corporation dont l'objet était de liquider les actifs non repris par les nouvelles compagnies de chemin de fer et d'exécuter d'autres tâches découlant de la dissolution, telles que le reclassement du personnel licencié. 
Les nouvelles compagnies ont introduit la concurrence, réduit leurs effectifs et effectué des réformes dans leur mode de fonctionnement. La réaction initiale de la clientèle a été positive ; le nombre de voyageurs-km sur l'ensemble des compagnies de la JR est passé à 204,7 milliards de passagers-kilomètres (soit 3,2 % d'augmentation par rapport à 1986), alors que le trafic stagnait depuis 1975. La croissance des compagnies des chemins de fer privés en 1987 a été de 2,6 % ; pour la première fois depuis 1974, l'augmentation du trafic des compagnies publiques était supérieur à celle du secteur privé. La part du transport par rail s'est accrue, bien qu'elle ne comptait toujours que pour 28 % du transport des passagers et 5 % du transport du fret en 1990.  
Au début, les compagnies de chemin fer composant JR sont restées la propriété de l'État, mais la privatisation pour certaines d'entre elles est intervenue au début des années 1990.  
Les 6 compagnies disposaient à la fin des années 1980 de 18 800 kilomètres de voies (essentiellement en écartement de 1,067 m), dont environ 25 % à 2 voies ou plus. En 1988 environ 51 % des 1000 locomotives possédées par les six compagnies étaient des diesel et le reste était constitué de locomotives électriques.
La compagnie de fret de la JR Freight possède ses propres locomotives (295 diesel et 569 locomotives électriques en 1988), mais loue les gares et les voies aux compagnies de transport de passagers. Le nombre de trains a diminué par rapport à l'époque de la JNR mais les revenus du fret ont augmenté, ainsi que la productivité. 
La compagnie Shinkansen Property Corporation loue les infrastructures ferroviaires du Shinkansen, soit 2 100 km de  voies à grande vitesse à l'écartement de 1,435 m, aux compagnies de transport de passager.
3 400 km de voies, essentiellement à l'écartement de 1,067 m, sont utilisées par de grandes compagnies privées ainsi que par ce qui est appelé au Japon, les compagnies du "troisième secteur", financées par des capitaux privés ou le budget des régions et qui ont repris une partie des lignes rurales du défunt JNR. Il y avait 27 compagnies du "troisième secteur" en 1989.
Le 25 octobre 2016, Kyushu Railway fait son entrée en bourse. Le gouvernement vend l'intégralité de sa participation de 160 millions d'actions, au prix indicatif de 2 450 yens par action, soit un total de 392 milliards de yens (3,4 milliards d'euros).

## Syndicats
Plusieurs syndicats représentent les travailleurs des compagnies de JR, tels que le Syndicat national des travailleurs du chemin de fer (Kokuro), All Japan Construction, Transport and General Workers' Union (en), Japan Confederation of Railway Workers' Unions (en) et Doro-Chiba (en).